# Tiffany Pollard

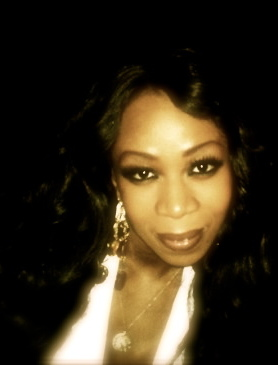
Tiffany Pollard

Tiffany Pollard (* 6. Januar 1982 in Utica, New York), besser bekannt unter ihrem Spitznamen New York, ist eine US-amerikanische Reality-TV-Persönlichkeit. In Deutschland wurde sie durch ihre Auftritte in der von MTV ausgestrahlten Sendung Flavor of Love, I Love New York, sowie New York Goes to Hollywood und New York Goes to Work, bekannt. Ihren Künstlernamen New York erhielt sie aus der erstgenannten Serie von dem Rapper Flavor Flav.

## Leben
Pollard wurde in Utica, New York als Tochter von Michele Rothschild-Patterson und Alex Pollard geboren. Sie besuchte die John F. Kennedy Middle School und machte ihren Abschluss an der Thomas R. Proctor High School.

## Karriere
In den Vereinigten Staaten wurde Pollard durch ihren Auftritt in der Serie Flavor of Love bekannt, in der sie neben 19 weiteren Frauen um die Gunst des ehemaligen Public-Enemy-Rappers Flavor Flav buhlte. Dort stritt sie sich häufig mit den anderen Teilnehmerinnen und sorgte somit für Aufsehen. Besonders viel Medienkontroverse erregte ein Vorfall, bei dem die Kandidatin Brooke Thompson Pollard ins Gesicht spuckte. Pollard erreichte das Finale mit Mitstreiterin Nicole Alexander, die letztendlich von Flavor Flav ausgewählt wurde.
In der zweiten Staffel der Serie bekam Pollard ein weiteres Mal die Chance, den Rapper für sich zu gewinnen. Erneut erreichte sie das Finale, unterlag dort jedoch Chandra Davis und griff Flavor Flav verbal an. In einer „Reunion“-Show, die am Ende der Staffel ausgestrahlt wurde, beschloss sie mit ihm befreundet zu bleiben.
Im Oktober des Jahres 2006 gab Pollard ihre Pläne für eine eigene Fernsehsendung mit dem Namen I Love New York bekannt, welche am 8. Januar 2007 in den Vereinigten Staaten und am 2. Dezember 2007 in Deutschland anlief. Die Sendung folgte dem Konzept aus Flavor of Love, 20 Männer sollten um Pollards Gunst buhlen. Im Finale der ersten Staffel, das am 2. April 2007 in den Vereinigten Staaten ausgestrahlt wurde, hielt der von Pollard gewählte Gewinner Patrick Hunter um ihre Hand an.
In der „Reunion“-Show, am 15. April 2007 in den Vereinigten Staaten und am 15. Februar 2008 in Deutschland ausgestrahlt, beendete Hunter seine Beziehung zu Pollard mit der Begründung, sie habe ihm und seiner Mutter zu wenig Respekt entgegengebracht.
Des Weiteren veröffentlichte die Firma MediaTakeOut.com ein angeblich privates Video von Pollard, dass sie beim Geschlechtsverkehr mit einem Teilnehmer ihrer Shows zeigen soll.
Pollard war am 28. Mai 2007 in einer Gastrolle in der Sendung Flavor of Love Girls: Charm School zu sehen. Am 8. Oktober 2007 ging I Love New York 2 in den Vereinigten Staaten auf Sendung. Erneut wurde Pollard in der vorletzten Sendung ein Heiratsantrag vom Gewinner, in diesem Fall vom Kandidaten George Weisgerber, gemacht. Sie lehnte den Antrag ab. Weisgerber hielt in der „Reunion“-Show ein zweites Mal um ihre Hand an und Pollard willigte dieses Mal ein.
Im Jahr 2008 hatte Pollard einen Gastauftritt im Film First Sunday, in dem unter anderem der Rapper Ice Cube mitspielte. Zudem hatte sie Gastauftritte in der Serie Nip/Tuck – Schönheit hat ihren Preis und den Talkshows Jimmy Kimmel Live!, The Tyra Banks Show und maury.
Der Fernsehsender VH1 kündigte unlängst eine weitere Reality-Television-Sendung mit Pollard an, die ab dem 4. Mai 2009 unter dem Titel New York Goes to Work laufen soll.
Diese Serie orientiert sich an der im Spätsommer 2008 ausgestrahlten Serie New York Goes to Hollywood, die seit dem 23. Juni 2009 auch in Deutschland auf MTV ausgestrahlt wird.
Im Jahr 2015 erschien sie in der Sendung Botched über verpfuschte Schönheitsoperationen. Am 5. Januar 2016 zog Pollard in das Haus der 17. Staffel von Celebrity Big Brother ein und wurde in der Sendung Vierte. Im Februar 2016 feierten zwei Reality-Sendungen mit ihr Premiere.

## Filmografie
TV-Serien
- 2008: Nip/Tuck – Schönheit hat ihren Preis (Nip/Tuck) (1 Folge)
- 2012: DTLA (Folgen 3 und 4)

Spielfilme
- 2008: First Sunday

Reality-Shows
- 2006: Flavor of Love
- 2006: Flavor of Love 2
- 2006: I Love New York
- 2007: Charm School: Flavor of Love Girls (Flavor of Love Girls: Charm School) (1 Folge)
- 2008: I Love New York 2
- 2008: New York Goes to Hollywood
- 2009: New York Goes to Work
- 2010: One Night in New York
- 2015: Botched
- 2016: Celebrity Big Brother
- 2016: The Next :15
- 2016: Family Therapy with Dr. Jenn
- 2020: Celebrity Ex on the Beach